# Johann Breuker

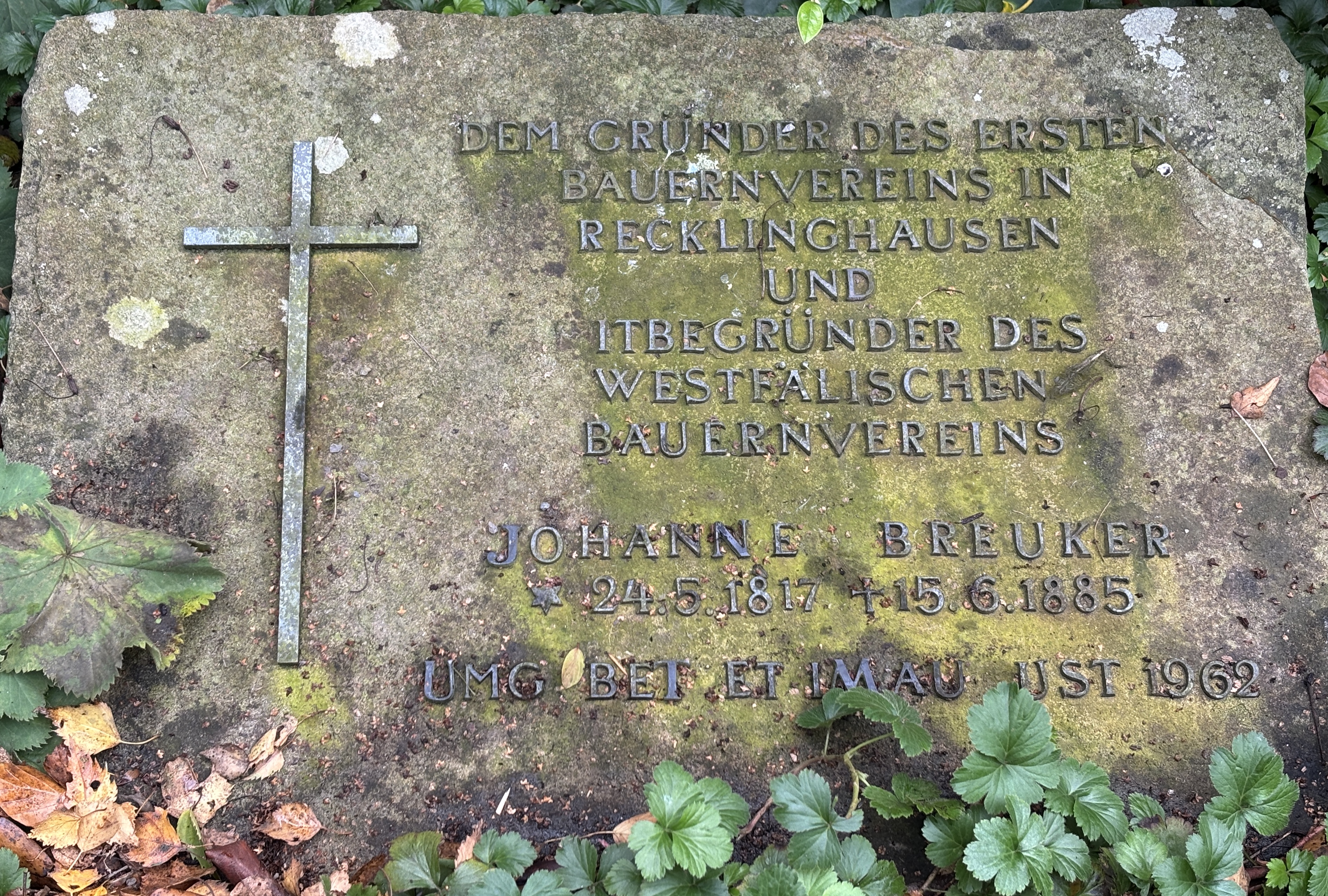
Grab im Alten Friedhof Kirchhellen

Johann Breuker (* 13. Mai 1817 in Hardinghausen (Kirchhellen); † 15. Juni 1885 ebenda) war ein deutscher Bauer, Sozialreformer, Gründungsmitglied des Westfälischen Bauernvereins sowie Redakteur des Verbandsorgans Westfälischer Bauer.

## Leben
Johann Breuker stammte aus einer katholischen Kleinbauernfamilie und wuchs mit fünf jüngeren Geschwistern auf dem an der heutigen Straße „In der Bräuke“ gelegenen Hof auf. Er besuchte von 1833 bis 1837 das Gymnasium Petrinum in Dorsten. Es bleibt unklar, ob er die Schule mit dem Abitur beenden konnte oder ob er die Schule wegen einer Augenkrankheit trotz vorheriger guter Noten ohne Abschluss verlassen musste.
Seit 1837 bewirtschaftete er den von den Eltern übernommenen Hof und tat dies auch weiterhin neben der Redaktions- und Funktionärstätigkeit. Längere Krankheitsphasen gepaart mit zeitweiser Erblindung schränkten ihn in seinem Wirken ein. Von 1850 bis 1857 war er – als einer von zwölf Verordneten – Mitglied des Gemeinderats Kirchhellen. 1854 heiratete er die zehn Jahre jüngere Anna Maria Laaks, mit der er eine Tochter und einen Sohn hatte.

### Bauernverein
Breuker beschäftigte sich u. a. mit der sozialen Frage des Bauerntums, nachdem im Zuge der Industrialisierung und des daraus resultierenden Flächen- und Arbeitskräftebedarfs für den Bergbau im Ruhrgebiet der Fortbestand vieler Bauernhöfe gefährdet war. Er vermisste ein bäuerliches Selbstbewusstsein des bäuerlichen Standes und setzte auf die Gründung einer unabhängigen politisch relevanten Interessenvertretung – verbunden mit publizistischer Aufklärung der Bauern. Durch einen Schulfreund, den Diestedder Pfarrer Möller, wurde er auf Burghard von Schorlemer-Alst und dessen 1864 erschienenes Buch Die Lage des Bauernstandes in Westfalen und was ihm Noth thut aufmerksam. Schorlemer-Alst hatte bereits 1862 in Wettringen bei Steinfurt den ersten deutschen Bauernverein gegründet. In der Folge unterstützte dieser Breuker 1868 bei der Gründung des zweiten Vereins im Kreis Recklinghausen. Breuker hatte ursprünglich die Gründung eines katholischen Bauernvereins geplant, wurde aber von Schorlemer-Alst überzeugt, dass es besser sei, die Bauernvereine auf ein zwar christliches, aber überkonfessionelles Fundament zu stellen, so wie es auch der Mainzer Bischof Wilhelm Emmanuel von Ketteler empfahl. 1871 schlossen sich die Ortsvereine zum Westfälischen Bauernverein zusammen und bildeten so  eine starke überkommunale Vertretung ihrer wirtschaftlichen Interessen sowie der Organisation genossenschaftlicher Selbsthilfe und der Stabilisierung des christlich-ständischen Bewusstseins.
Johann Breuker blieb bis an sein Lebensende stellvertretender Vorsitzender des Westfälischen Bauernvereins und ein enger Vertrauter von Schorlemer-Alst.

### Publizistisches Wirken
Im Winter 1868 veröffentlichte Breuker im Dorstener Anzeiger An Lippe und Ems mehrere Aufsätze mit dem Titel „Ein Bauer muß Bauer bleiben“. Ein Jahr später fasste er in einer „Programmschrift“ mit dem Titel Buer, et is Tied! seine Gedanken und Ideen zu den Rechten und Pflichten des Bauernstandes zusammen. Es war Grundlage für das anonym in Augsburg erschienene Heft Bauern, es ist Zeit, den Bauernstand wieder zu Ehren zu bringen.
Die Schrift stellt eine kritische Auseinandersetzung Breukers mit der heraufziehenden Industriegesellschaft dar, weist ihn aber auch als Vertreter eines traditionellen Antijudaismus aus. So finden sich in seiner Schrift wiederholt Formulierungen und Passagen, in der er die jüdische Minderheit pauschal als "Wucherer" und als Profiteure des – aus seiner Sicht: antibäuerlichen – liberalen Wirtschaftssystems darstellt. In Breukers Schrift, so das Fazit von Gisbert Strotdrees, seien "fundamentale Kapitalismuskritik und antijüdische Vorurteile, religiös wie wirtschaftlich motiviert, (...) untrennbar miteinander verschmolzen".
1870 veröffentlichte Breuker schließlich das erste Heft des Westfälischen Bauers. Bis 1879 erschien es wöchentlich, später monatlich. Die Druckerei Drecker in Dorsten war bis 1874 Druckort und erleichterte wegen der Nähe zu Kirchhellen die tägliche Arbeit. Ab April 1874 wurde in Münster wegen des dortigen Hauptsitzes des Westfälischen Bauernvereins gedruckt, Breuker blieb aber in Kirchhellen ansässig.
Sowohl der Westfälische Bauernverein als auch das Vereinsorgan wurden anfangs von der Obrigkeit des protestantisch-preußisch geprägten Kaiserreichs im Zuge des Kulturkampfes während der Regierungszeit von Otto von Bismarck aufgrund seiner katholischen Orientierung und seiner landsmannschaftlichen Abgrenzung vom Rest-Reich als potenziell staatsfeindliche Organisation überwacht. 1870 war Breuker einer von 47 Unterzeichnern des Soester Programms der Zentrumspartei gewesen. Es kam insgesamt zu drei Anklagen wegen Pressevergehen gegen ihn. 1872 wurde er zu drei Wochen und in einem weiteren Verfahren 1873 zu einem Monat Gefängnis verurteilt, ein Mal wurde er freigesprochen.

## Sonstiges
- In Bottrop-Kirchhellen ist der zentral gelegene Johann-Breuker-Platz nach ihm benannt.
- Sein Grab befindet sich im Alten Friedhof in Kirchhellen.
- 2017 fand eine Ausstellung des Heimatvereins Kirchhellen anlässlich des 200. Geburtstags statt.[8]

## Werke
- Johann Breuker: Buer et is Tied. Rechte und Pflichten des Bauernstandes oder Bauer muß Bauer sein und bleiben. Ein Mahnwort an seine Standesgenossen. Laumann, Dülmen 1869 (onb.ac.at – Digitalausgabe der ÖNB Wien).
- Johann Breuker: Westfälischer Bauer. Organ des Westfälischen Bauernvereines. 1870-1885. ZDB-ID 408840-2.